# صفارة الإنذار (سلسلة)
 الحورية (بالإنجليزية: Siren) وكان اسمه السابق (بالإنجليزية: The Deep) هو مسلسل درامي أميركي تم بثه بشكل حر منذ 29 مارس 2018. تضمن الموسم الأول 10 حلقات في 15 مايو 2018 ، تم تجديد المسلسل لموسم من 16 حلقة ثانية.

## روابط خارجية
- صفارة الإنذار (سلسلة) على موقع IMDb (الإنجليزية)
- صفارة الإنذار (سلسلة) على موقع ميتاكريتيك (الإنجليزية)
- صفارة الإنذار (سلسلة) على موقع روتن توميتوز (الإنجليزية)
- صفارة الإنذار (سلسلة) على موقع كينوبويسك (الروسية)
- صفارة الإنذار (سلسلة) على موقع ألو سيني (الفرنسية)
- صفارة الإنذار (سلسلة) على موقع قاعدة بيانات الفيلم (الإنجليزية)